# Dobbeltguitar
Den mest almindelige type af flerhalsetguitarer er dobbeltguitaren, hvoraf den mest almindelige version er den elektrisk guitar med tolv strenge på den øverste hals, mens den nederste hals normalt har seks. Kombinationen seksstrenget og bas anvendes også, samt en båndløs hals med en regelmæssig båndede hals, eller enhver anden kombination af guitarhalsen og pickup stilarter. Der findes også akustiske versioner. To halse tillader guitaristen at skifte hurtigt og nemt mellem guitarlyde uden at tage sig tid til at skifte guitarer.

## Galleri
- akustisk dobbeltguitar
- Øverste hals tolvstrenget, nederst hals seksstrenget
- Gibson EDS-1275